# Каплан Ісаак Михайлович
Каплан Ісаак Михайлович (Ме́нделевич) (12 грудня 1924, Москва — 1997, Санкт-Петербург) — радянський і російський художник-постановник кіно. Народний художник Російської Федерації (1996).

## Біографія
Закінчив художній факультет ВДІКу. З 1954 року — художник кіностудії «Ленфільм». Серед робіт Каплана (багато з яких виконані у співавторстві з дружиною, Беллою Семенівною Маневич-Каплан) — такі видатні кінофільми радянського часу, як «Старий Хоттабич» (1956), «Люба моя людина» (1958), «Дама з собачкою» (1960), «Обрій» (1961), «Три товстуни» (1966), «Гравець» (1972), «Погана хороша людина» (1973), «Клуб самогубців, або Пригоди титулованої особи» (1979), «Торпедоносці» та інші.

## Фільмографія

### Художник-постановник
- 1952 — Джамбул
- 1955 — Справа Румянцева (спільно з Б. Маневич-Каплан)
- 1955 — Незакінчена повість (спільно з Б. Маневич-Каплан)
- 1956 — Старий Хоттабич (спільно з Б. Маневич-Каплан)
- 1958 — Люба моя людина (спільно з Б. Маневич-Каплан)
- 1959 — Шинель (спільно з Б. Маневич-Каплан)
- 1960 — Дама з собачкою (спільно з Б. Маневич-Каплан)
- 1961 — Обрій (спільно з Б. Маневич-Каплан)
- 1962 — Чорна чайка
- 1963 — День щастя (спільно з Б. Маневич-Каплан)
- 1965 — Третя молодість (СРСР, Франція)
- 1966 — У місті С. (спільно з Б. Маневич-Каплан)
- 1966 — Три товстуни (спільно з Б. Маневич-Каплан)
- 1968 — Всього одне життя
- 1969 — Мама вийшла заміж
- 1970 — Салют, Маріє!
- 1971 — Червоний дипломат. Сторінки життя Леоніда Красіна (спільно з Б. Маневич-Каплан)
- 1972 — Гравець
- 1973 — Погана хороша людина
- 1974 — Під кам'яним небом
- 1976 — ...та інші офіційні особи
- 1976 — Труффальдіно з Бергамо
- 1977 — Золота міна
- 1979 — Клуб самогубців, або Пригоди титулованої особи
- 1979 — Троє в одному човні, як не рахувати собаки
- 1980 — Лялька-Руслан і його друг Санька
- 1980 — Світло у вікні
- 1982 — Без видимих причин
- 1982 — Пікова дама
- 1983 — Торпедоносці
- 1984 — Кольє Шарлотти
- 1984 — Чужа дружина і чоловік під ліжком
- 1986 — Пригоди Шерлока Холмса і доктора Ватсона: Двадцяте століття починається
- 1987 — Перша зустріч, остання зустріч
- 1988 — Презумпція невинності
- 1990 — Адвокат (Вбивство на Монастирських ставках)
- 1991 — Кровопивці
- 2000 — Спогади про Шерлока Холмса

## Нагороди
- 1961 — Диплом Британської кіноакадемії «За образотворче рішення фільму» (фільм «Дама з собачкою»)
- 1976 — Заслужений художник РРФСР
- 1984 — Срібна медаль імені А. А. Довженка (фільм «Торпедоносці»)
- 1986 — Державна премія СРСР (фільм «Торпедоносці»)
- 1996 — Народний художник Російської Федерації — за великі заслуги в галузі мистецтва[1] .